# 五一村 (別里斯拉夫區)
47°21′30″N 33°12′11″E / 47.35833°N 33.20306°E
五一村（烏克蘭語：Первомайське），是烏克蘭的村落，位於該國南部赫爾松州，由別里斯拉夫區的大亞歷山德里夫卡市鎮負責管轄，始建於1913年，面積0.32平方公里，海拔高度71米，2001年人口306，人口密度每平方公里950.3人。